# Dicksonia berteriana
Dicksonia berteriana är en ormbunkeart som först beskrevs av Luigi Aloysius Colla, och fick sitt nu gällande namn av William Jackson Hooker. Dicksonia berteriana ingår i släktet Dicksonia och familjen Dicksoniaceae. Inga underarter finns listade.